# Claudia Valeria Uribe Robles
Claudia Valeria Uribe Robles (Ciudad de México, 12 de junio de 1975) es la directora de la Fundación Panamericana para el Desarrollo en México. 

## Trayectoria profesional
Valeria cuenta con una Licenciatura en derecho por la Universidad Iberoamericana,Maestria en Responsabilidad Social, así como varias Certificaciones en Administración de organizaciones no gubernamentales, desarrollo organizacional y cambio de liderazgo, Derechos Humanos, estudios de política y economía de los Estados Unidos de América por la Universidad de Georgetown.
Se desempeñó en diversas posiciones en la Secretaría de Desarrollo Social, así como en la Auditoría Superior de la Federación. En el 2005, es nombrada como representante del Centro para la  Educación Intercultural y el Desarrollo de la Universidad de Georgetown en México,  desarrollado una red de trabajo de líderes empresariales, del sector privado, ONG´s y agencias internacionales, asimismo coordinando programas de capacitación de jóvenes de zonas rurales e indígenas, jóvenes con discapacidad auditiva, maestros de educación primaria indígena del programa de becas para la educación y desarrollo económico (Semilla) en los Estados Unidos de América.
Durante su coordinación del programa de Becas Semilla de la Universidad Georgetown, dentro de este programa, al menos 23 jóvenes de comunidades rurales e indígenas de los estados de Guanajuato, Querétaro, Estado de México, Oaxaca, Chiapas y Jalisco obtuvieron becas del gobierno de Estados Unidos por 40,000 dólares para estudiar durante dos años en la Universidad de Georgetown, Washington
En el 2016, se incorpora como directora de la Fundación Panamericana para el Desarrollo en México, coordinando diversos programas y proyectos de Derechos Humanos, Educación, Salud, Prevención y Atención ante Desastres Naturales. PADF ha trabajado en México en proyectos relacionados al trabajo infantil, en alianza con la Secretaría del Trabajo y Previsión Social (STPS), con quien encabezó el lanzamiento de la campaña "Todos Contra el Trabajo Infantil", que incluye una serie de actividad para concientizar sobre este tema. Esta campaña tuvo tres objetivos principales: que el trabajo no es cosa de niños, que el dinero que reciben los niños que hoy trabajan, empobrece su futuro y el de su país y que los niños están para mujer, no para trabajar.